# Universidade de Leicester
A Universidade de Leicester é uma universidade sediada em Leicester, Inglaterra, com cerca de 18.000 alunos. O campus principal fica próximo da cidade.
A universidade foi fundada em 1918 com o nome de Leicestershire and Rutland College a partir de doação feita por um fabricante de tecidos local, Thomas Fielding Johnson, para criar um monumento aos mortos da Primeira Guerra Mundial - o que está expresso no lema da universidade Ut Vitam Habeant ("Para que possam viver). O edifício central é de 1837.
Os primeiros estudantes ingressaram em 1921. Desde 1957 o college obteve o status de universidade e o direito de conceder títulos universitários.
A universidade é também frequentemente considerada como uma das 15 melhores universidades no Reino Unido e 200 melhores do mundo, em rankings nacionais e internacionais.

## Organização
A universidade é composta de cinco faculdades:
- Medicina e Biologia;
- Arte;
- Direito;
- Ciências;
- Ciências Sociais e Educação;
- Engenharia.

### Docentes notáveis
- Norbert Elias, sociólogo alemão
- Anthony Giddens, sociólogo, ensinou Psicologia social em Leicester
- Sir Alec Jeffreys, geneticista, inventor da impressão genética
- Hans Kornberg, bioquímico